# Francisco Sobrino
Pour les articles homonymes, voir Sobrino.

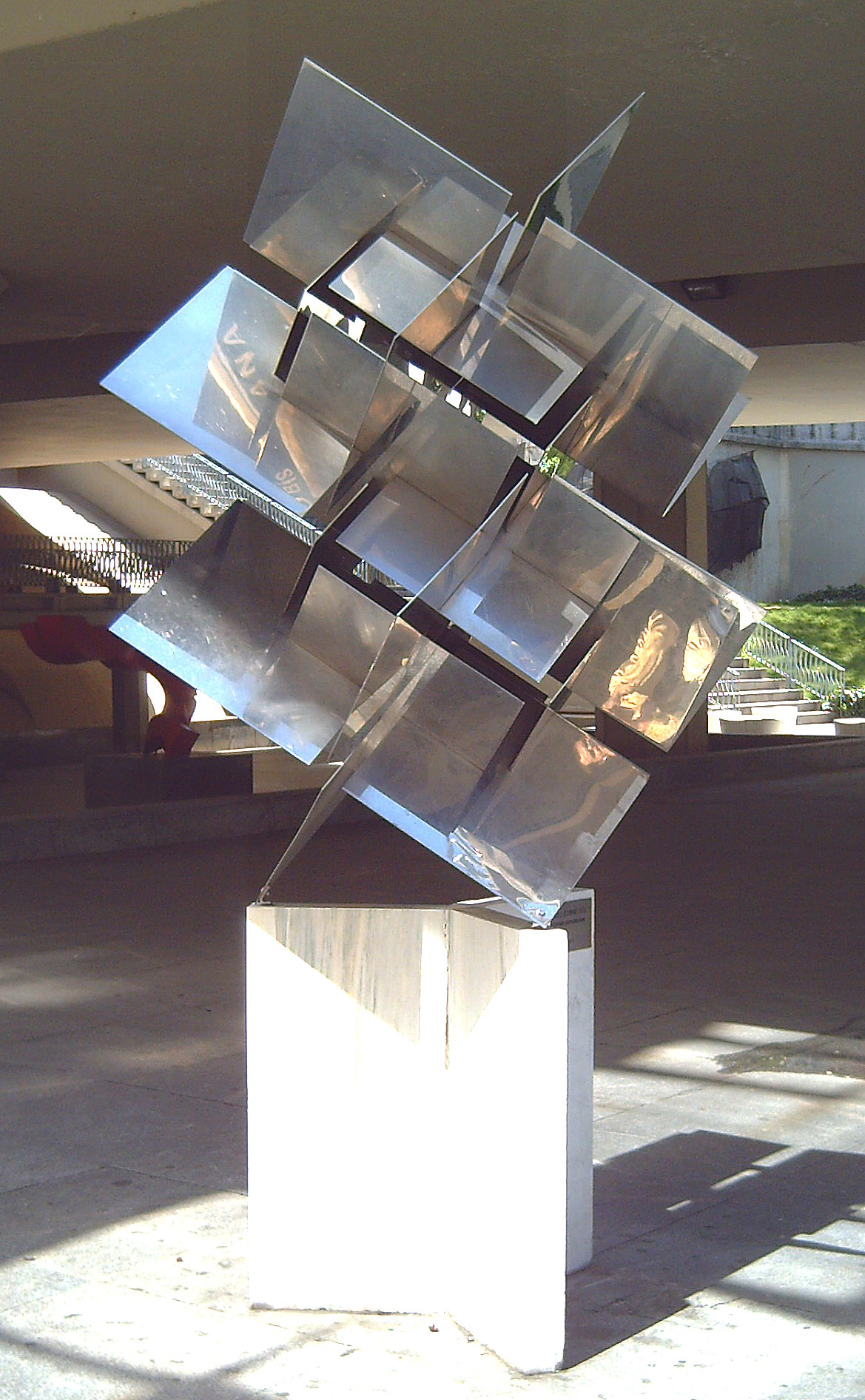
Estructura Permutacional, MEAL (Madrid).

Francisco Sobrino Ochoa, né le 19 février 1932 à Guadalajara en Espagne et mort le 10 mai 2014 à Bernay en France,,, est un peintre et sculpteur de l’art cinétique.

## Biographie
Francisco Sobrino commence à travailler le dessin et la sculpture en 1946 à l’École des arts et métiers de Madrid. Il part en 1949 pour l'Argentine où il suit les cours de l’École Nationale des Beaux-Arts de Buenos Aires, et où il rencontre Hugo Demarco, Horacio Garcia Rossi et Julio Le Parc.
À partir de 1958, il commence ses recherches sur le mouvement en créant des œuvres bidimensionnelles en noir et blanc composées de carrés ou de cercles. Il arrive à Paris en 1959.
En 1960, il cofonde le Centre de Recherche d'Art Visuel, qui devient le GRAV - Groupe de Recherche d'Art Visuel en 1961 avec Julio  Le Parc, François Morellet, Joël Stein, Yvaral et  Horacio Garcia Rossi. Sobrino crée des reliefs en plexiglas blanc, noir et en couleurs à partir de formes plates superposées par interrelations, progressions, systématisation. Il crée la première œuvre en volumes en plexiglas transparent en quatre couleurs.
Francisco Sobrino emploie en 1961 du plexiglas transparent fumé. Il réalise des formes géométriques simples. Leur juxtaposition donnant naissance à de nouvelles formes, il crée les structures Espaces indéfinis.
- 1962 : Structures permutationnelles (Plexiglas transparent). Emploi de formes modulaires (carrés) emboîtées par juxtapositions et superpositions, ces formes perdent le sens de leur position dans l'espace (position indéterminée).
- 1963 : Structures permutationnelles (réflexions), œuvres en acier, inox poli, miroir par réflexion, obtenant des formes virtuelles ; œuvres en mouvement. Participation directe du spectateur : Pulsations, œuvres ludiques.
- 1965 : Mouvement mécanique (Oppositions indéfinies).
- 1966 : Lumière et mouvement, images virtuelles Rouge Vert, Espace vivant environnement.
- 1967 : Transmission du mouvement Dans le vent avec la participation directe du spectateur. Mouvement mécanique Transformations linéaires. 1970 : mouvement aléatoire Livre dans le vent.

En 1971, pour le ballet Requiem Ligeti, Adret présenté au théâtre contemporain de Grenoble, Sobrino pense les costumes des danseurs. Trois couleurs, chaque costume identifié par une couleur dominante, se répondent au gré du mouvement.
Il développe en 1973 le mouvement aléatoire. Il continue ses recherches autour des œuvres sphériques Libres dans le vent. Il refuse l'invitation officielle de représenter l'Espagne à la Biennale de Venise. En 1974, il emploie le vitrail et réalise un Mur lumineux (2 x 12 m) au Palais des congrès de Paris.
Il commence ses recherches sur l'énergie solaire en 1976. En 1981, il produit sa première sculpture autoénergétique en utilisant des cellules solaires.
Lors de la biennale d'art éphémère du Venezuela en 1990, Sobrino réalise un relief articulé (20 mètres) flottant. Le mouvement de l'eau fait onduler le relief. Le câble qui unissait les formes articulées fut coupé et l’œuvre s'est progressivement désagrégée dans l'eau du fleuve Orénoque.
Le plan et le blanc deviennent deux matériaux essentiels de ses réalisations en 1992. Il crée une série Blanc sur Blanc.
En 1998 a lieu une rétrospective à Guadalajara en Espagne. Des sculptures sont installées le long de la rue principale et, surtout, un labyrinthe de 64 cubes en 8 couleurs dans lequel le passant est invité à se déplacer.
Il crée en 2006 le Labyrinthe au Conservatoire des ocres et pigments appliqués de Roussillon.
Francesco Sobrino est exposé par la galerie Lélia Mordoch à Paris.